# Rue du Champ-de-l'Alouette
La rue du Champ-de-l'Alouette est une voie située dans le quartier Croulebarbe du 13e arrondissement de Paris.

## Situation et accès
La rue du Champ-de-l'Alouette est accessible par la ligne 6 à la station Glacière.

## Origine du nom
Elle doit son nom à un champ très vaste sur lequel elle fut ouverte.

## Historique
Le nom provient d’un lotissement en 1547, par Eustache Lalouette, d’un champ lui appartenant pour ouvrir une rue qui correspond à la partie nord de l’actuelle rue Corvisart entre la rue Léon-Maurice-Nordmann, ancienne rue de Lourcine et le croisement avec la rue des Cordelières. Cette origine patronymique fut oubliée au profit d’une évocation plus poétique de l’oiseau.
Elle est citée sous le nom de « rue du Chant de l'allouette » dans un manuscrit de 1636 
D’après les cartes anciennes, le champ de l’Alouette était un domaine assez vaste à l’ouest de la vallée de la Bièvre de part et d’autre du boulevard du Midi (actuel boulevard Auguste-Blanqui) créé en 1760. Ses limites approximatives étaient, à l’ouest la rue de la Santé, au nord, la rue Léon-Maurice-Nordmann, à l’est, la rue Corvisart, même un peu au-delà vers la Bièvre (vers l'actuelle rue des Cordelières) et la rue Vulpian, au sud, la rue Daviel et le passage Victor-Marchand.
Le champ de l’Alouette jouxtait le clos Payen au sud-est, avec lequel il est confondu sur certaines cartes, et le domaine du couvent des Cordelières au nord-est.
La voie est dénommée « rue Payen » en raison du clos qui la bordait au sud, puis « rue de la Barrière », « rue Saint-Louis » en 1802 et, enfin, « rue du Petit-Champ-de-l'Alouette ».
Le préfixe « petit » est retiré à la rue actuelle en 1867, et la plus grande partie de la rue est renommée « rue Corvisart ». Le 1er février 1877, ce qui reste de la rue prend son nom actuel.

### Environnement
La rue jouxtait le domaine des religieuses bénédictines anglaises, dont l’ancien couvent a son entrée actuelle au 28 rue des Tanneries, ancienne rue des Anglaises. Cette communauté s'est établie en 1664 sur un terrain du clos Payen et s'est étendue en achetant en 1686 un terrain du champ de l’Alouette. Ce couvent fut saisi durant la Révolution française comme bien national, transformé en prison, et la propriété vendue en 1797.

### Dans la littérature
Le champ de l’Alouette qui resta jusque vers 1880 un quartier isolé et très peu construit est évoqué par Victor Hugo au chapitre I du livre 2e de la quatrième partie des Misérables :

« Quand on a monté la rue Saint-Jacques, laissé de côté la barrière et suivi quelque temps à gauche l'ancien boulevard intérieur, on atteint la rue de la Santé, puis la Glacière, et, un peu avant d'arriver à la petite rivière des Gobelins, on rencontre une espèce de champ, qui est, dans toute la longue et monotone ceinture des boulevards de Paris, le seul endroit où Ruysdaël serait tenté de s'asseoir.
Ce je ne sais quoi d'où la grâce se dégage est là, un pré vert traversé de cordes tendues où des loques sèchent au vent, une vieille ferme à maraîchers bâtie du temps de Louis XIII avec son grand toit bizarrement percé de mansardes, des palissades délabrées, un peu d'eau entre des peupliers, des femmes, des rires, des voix ; à l'horizon le Panthéon, l'arbre des Sourds-Muets, le Val-de-Grâce, noir, trapu, fantasque, amusant, magnifique, et au fond le sévère faîte carré des tours de Notre-Dame.
Comme le lieu vaut la peine d'être vu, personne n'y vient. À peine une charrette ou un routier tous les quarts d'heure. Il arriva une fois que les promenades solitaires de Marius le conduisirent à ce terrain près de cette eau. Ce jour-là, il y avait sur ce boulevard une rareté, un passant. Marius, vaguement frappé du charme presque sauvage du lieu, demanda à ce passant :
– Comment se nomme cet endroit-ci ?
 
Le passant répondit :
– C'est le champ de l'Alouette. »

Le paysage décrit par l'écrivain est indiqué « clos Payen » sur les plans du XIXe siècle jusqu'à l'urbanisation de ce territoire à la fin de ce siècle, au moins pour la partie longeant le boulevard du Midi et la Bièvre. Il existe une certaine confusion entre les deux lieux-dits ou, au moins, de leurs limites dans un quartier méconnu. Le boulevard intérieur était la partie côté Paris longeant le mur des Fermiers généraux qui formait la limite administrative et fiscale de la capitale jusqu'en 1860.
Le bâtiment décrit par Victor Hugo figure sur les plans des XVIIIe et XIXe siècles jusqu’à sa destruction pour lotissement de ces terrains du clos Payen vers 1890 avec percement de la rue Vulpian.

Le champ de l'Alouette sur plans anciens
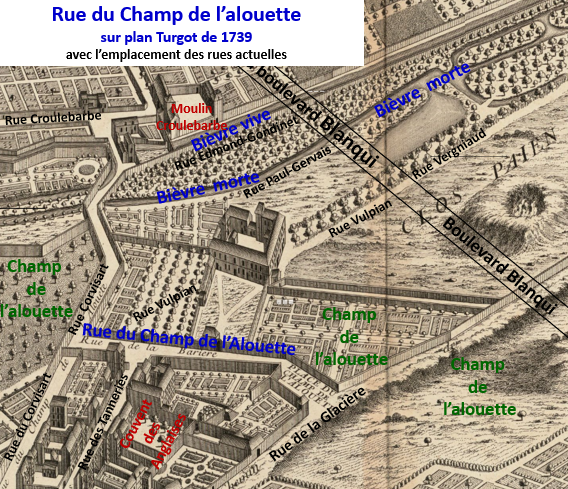
Rue du Champ-de-l'Alouette et son environnement sur le plan de Turgot en 1739, avant ouverture du boulevard du Midi.
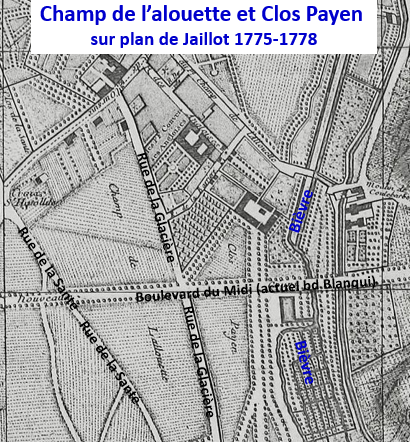
Champ de l'Alouette et clos Payen en 1775.

## Bâtiments remarquables et lieux de mémoire
- La rue abritait des bâtiments du couvent des Filles-Anglaises, détruit au début du XXe siècle, dont les derniers vestiges se trouvent au 28, rue des Tanneries.
- Le peintre Léon Gard a vécu dans son enfance au no 21.
- C’est en un lieu appelé « le champ de l'Alouette », dans le quartier où se trouve aujourd’hui la rue, que le 25 mai 1827 Honoré Ulbach tue de cinq coups de couteau, par dépit amoureux, Aimée Millot, dite « la bergère d’Ivry ».